# 波托維耶霍
波托維耶霍（西班牙語發音：[poɾtoˈβjexo]）是厄瓜多爾的城鎮，也是馬納維省的首府，位於該國西部，距離首都基多329公里，始建於1535年3月12日，面積967平方公里，海拔高度53米，2010年人口223,086。

## 外部連結
- Official website （页面存档备份，存于） （西班牙文）